# Metachelifer nepalensis
Metachelifer nepalensis är en spindeldjursart som först beskrevs av Beier 1974.  Metachelifer nepalensis ingår i släktet Metachelifer och familjen tvåögonklokrypare. Inga underarter finns listade i Catalogue of Life.